# خوليو سيزار أوريبي
خوليو سيزار أوريبي (بالإسبانية: Julio César Uribe) (مواليد 9 مايو 1958) هو لاعب كرة قدم. يلعب مع منتخب بيرو لكرة القدم. سبق له أن لعب في كأس العالم لكرة القدم مع منتخب بلاده.

## روابط خارجية
- خوليو سيزار أوريبي على موقع الاتحاد الدولي (مؤرشف)  (الإنجليزية)
- خوليو سيزار أوريبي على موقع قاعدة بيانات كرة القدم.إي يو (الإنجليزية)
- خوليو سيزار أوريبي على موقع ناشيونال فوتبول تيمز (الإنجليزية)